# Villnäs slott

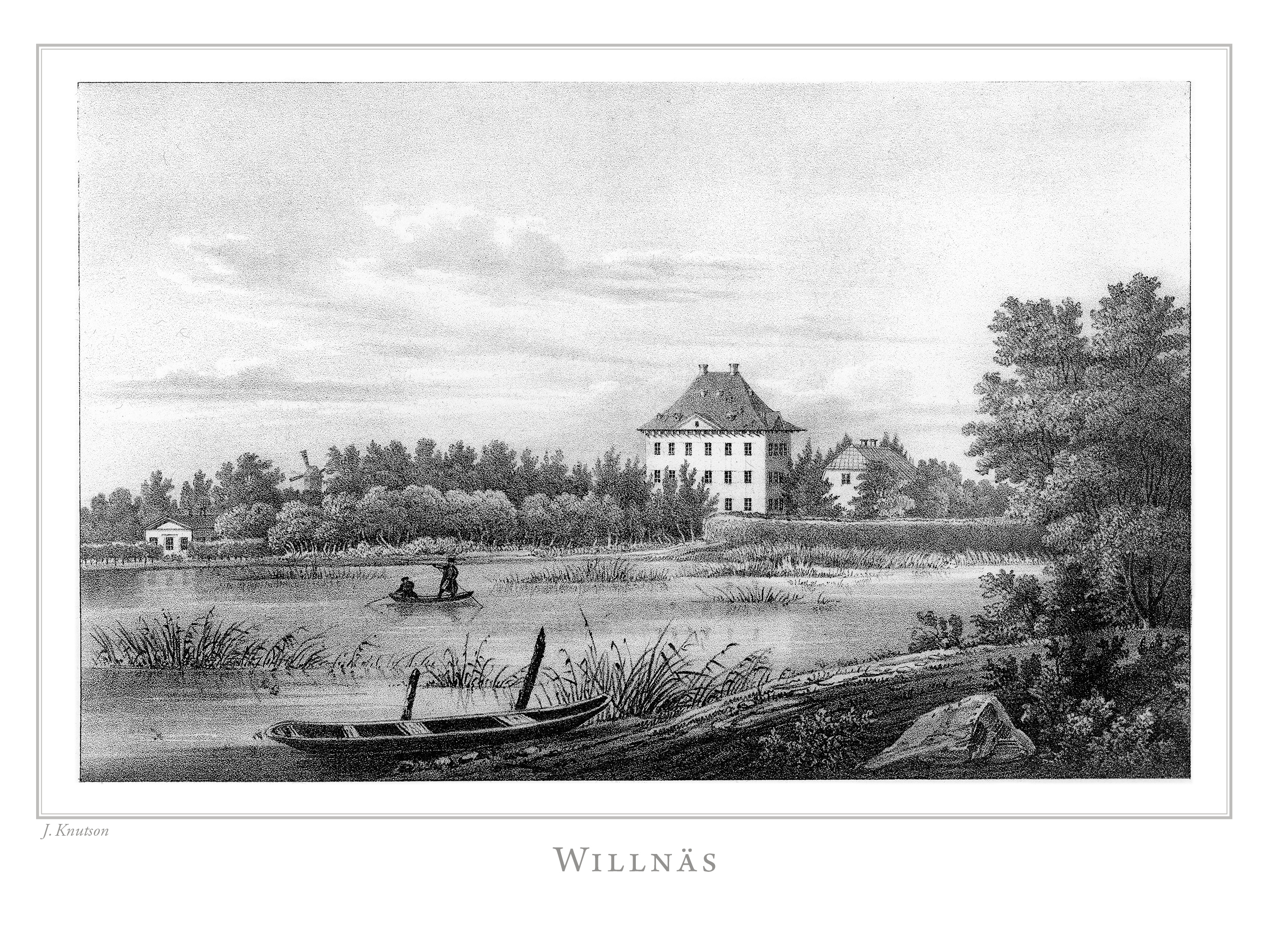
Litografi i Finland framstäldt i teckningar utgiven 1845-1852.

Villnäs slott (finska Louhisaaren kartano) är en herrgård i Villnäs i landskapet Egentliga Finland, cirka 30 kilometer nordväst om Åbo.
Villnäs ägdes i över trehundra år av ätten Fleming och i över hundra år (1795–1903) av ätten Mannerheim. Marskalken av Finland Gustaf Mannerheim föddes på Villnäs slott år 1867.
Huvudbyggnaden från år 1655 representerar italienska senrenässansens palatsarkitektur. Den uppfördes av Herman Claesson Fleming och omges av en stor park i engelsk stil.
Sedan 1961 ägs Villnäs slott av finska staten och från 1967 är slottet öppet för allmänheten.